# Coppa dei Campioni 1991-1992
La Coppa dei Campioni 1991-1992 fu la trentasettesima edizione della massima manifestazione continentale di calcio, e fu vinta dal Barcellona, che sconfisse in finale la Sampdoria per 1-0. Per il Barcellona fu il primo trionfo in questa competizione. Fu l'ultima edizione con la storica denominazione Coppa dei Campioni; quella nuova, Champions League, in quest'edizione indicava la sola fase a gironi.

## Formato
Il torneo vide per la prima volta dopo oltre trent'anni un cambio di formula: per aumentare il numero di gare giocate, i quarti di finale e le semifinali furono rimpiazzati da due gironi all'italiana tramite i quali le prime classificate si qualificarono in finale.

## Date
| Fase                        | Turno         | Sorteggio                | Andata               | Ritorno             |
| --------------------------- | ------------- | ------------------------ | -------------------- | ------------------- |
| Fase a eliminazione diretta | Primo turno   | 11 luglio 1991 (Ginevra) | 17-18 settembre 1991 | 2 ottobre 1991      |
| Fase a eliminazione diretta | Secondo turno | 4 ottobre 1991           | 23 ottobre 1991      | 6 novembre 1991     |
| Fase a gironi               | 1° giornata   | 8 novembre 1991          | 27 novembre 1991     | 27 novembre 1991    |
| Fase a gironi               | 2° giornata   | 8 novembre 1991          | 11-12 dicembre 1991  | 11-12 dicembre 1991 |
| Fase a gironi               | 3° giornata   | 8 novembre 1991          | 4 marzo 1992         | 4 marzo 1992        |
| Fase a gironi               | 4° giornata   | 8 novembre 1991          | 18 marzo 1992        | 18 marzo 1992       |
| Fase a gironi               | 5° giornata   | 8 novembre 1991          | 1 aprile 1992        | 1 aprile 1992       |
| Fase a gironi               | 6° giornata   | 8 novembre 1991          | 15 aprile 1992       | 15 aprile 1992      |
| Finale                      | Finale        | 8 novembre 1991          | 20 maggio 1992       | 20 maggio 1992      |

## Sorteggio e ranking
Il sorteggio del primo turno si tiene giovedì 11 luglio presso l'Hotel Noga Hilton di Ginevra.
Al fine di stabilire le sedici teste di serie, tutte le squadre vengono ordinate in classifica secondo il metodo del ranking Uefa introdotto l'anno precedente. 
Le squadre partecipanti sono 32.
Lo stesso metodo viene adottato per il sorteggio degli ottavi di finale.
|    | Ranking squadre                                               | Punti |
| -- | ------------------------------------------------------------- | ----- |
| 1  | Olympique Marsiglia                                           | 1,800 |
| 2  | IFK Göteborg                                                  | 1,636 |
| 3  | Sampdoria                                                     | 1,625 |
| 4  | Stella Rossa                                                  | 1,586 |
| 5  | Benfica                                                       | 1,518 |
| 6  | Barcellona                                                    | 1,447 |
| 7  | Anderlecht                                                    | 1,424 |
| 8  | Dinamo Kiev                                                   | 1,363 |
| 9  | Brøndby                                                       | 1,250 |
| 10 | Rangers Glasgow                                               | 1,227 |
| 11 | PSV Eindhoven                                                 | 1,173 |
| 12 | Austria Vienna, Kaiserslautern, Honvéd, Universitatea Craiova | 1,000 |
| 16 | Panathinaikos                                                 | 0,850 |
| 17 | Sparta Praga                                                  | 0,785 |
| 18 | Apollōn Limassol, Beşiktaş, Rosenborg                         | 0,750 |
| 21 | Flamurtari, Grasshopper, HJK Helsinki                         | 0,666 |
| 24 | Ħamrun Spartans                                               | 0,333 |
| 25 | Fram Reykjavík                                                | 0,250 |
| 26 | Luxembourg                                                    | 0,125 |
| 27 | sei squadre a pari merito                                     | 0,000 |

## Sedicesimi di finale
| Squadra 1             | Totale      | Squadra 2           | Andata | Ritorno |
| --------------------- | ----------- | ------------------- | ------ | ------- |
| Barcellona            | 3 - 1       | Hansa Rostock       | 3 - 0  | 0 - 1   |
| Kaiserslautern        | 3 - 1       | FK Etăr             | 2 - 0  | 1 - 1   |
| Luxembourg            | 0 - 10      | Olympique Marsiglia | 0 - 5  | 0 - 5   |
| Sparta Praga          | 2 - 2 (gfc) | Rangers Glasgow     | 1 - 0  | 1 - 2   |
| Ħamrun Spartans       | 0 - 10      | Benfica             | 0 - 6  | 0 - 4   |
| Arsenal               | 6 - 2       | Austria Vienna      | 6 - 1  | 0 - 1   |
| HJK Helsinki          | 0 - 4       | Dinamo Kiev         | 0 - 1  | 0 - 3   |
| Brøndby               | 4 - 2       | Zagłębie Lubin      | 3 - 0  | 1 - 2   |
| Fram Reykjavík        | 2 - 2 (gfc) | Panathinaikos       | 2 - 2  | 0 - 0   |
| IFK Göteborg          | 1 - 1 (gfc) | Flamurtari          | 0 - 0  | 1 - 1   |
| Beşiktaş              | 2 - 3       | PSV Eindhoven       | 1 - 1  | 1 - 2   |
| Anderlecht            | 4 - 1       | Grasshopper         | 1 - 1  | 3 - 0   |
| Stella Rossa          | 8 - 0       | Portadown           | 4 - 0  | 4 - 0   |
| Universitatea Craiova | 2 - 3       | Apollōn Limassol    | 2 - 0  | 0 - 3   |
| Honvéd                | 3 - 1       | Dundalk             | 1 - 1  | 2 - 0   |
| Sampdoria             | 7 - 1       | Rosenborg           | 5 - 0  | 2 - 1   |

## Ottavi di finale
| Squadra 1           | Totale      | Squadra 2        | Andata | Ritorno     |
| ------------------- | ----------- | ---------------- | ------ | ----------- |
| Barcellona          | 3 - 3 (gfc) | Kaiserslautern   | 2 - 0  | 1 - 3       |
| Olympique Marsiglia | 4 - 4 (gfc) | Sparta Praga     | 3 - 2  | 1 - 2       |
| Benfica             | 4 - 2       | Arsenal          | 1 - 1  | 3 - 1 (dts) |
| Dinamo Kiev         | 2 - 1       | Brøndby          | 1 - 1  | 1 - 0       |
| Panathinaikos       | 4 - 2       | IFK Göteborg     | 2 - 0  | 2 - 2       |
| PSV Eindhoven       | 0 - 2       | Anderlecht       | 0 - 0  | 0 - 2       |
| Stella Rossa        | 5 - 1       | Apollōn Limassol | 3 - 1  | 2 - 0       |
| Honvéd              | 3 - 4       | Sampdoria        | 2 - 1  | 1 - 3       |

## Fase a gruppi

### Gruppo A
| Squadra       | P.ti | G | V | N | P | GF | GS | DR |
| ------------- | ---- | - | - | - | - | -- | -- | -- |
| Sampdoria     | 8    | 6 | 3 | 2 | 1 | 10 | 5  | +5 |
| Stella Rossa  | 6    | 6 | 3 | 0 | 3 | 9  | 10 | -1 |
| Anderlecht    | 6    | 6 | 2 | 2 | 2 | 8  | 9  | -1 |
| Panathīnaïkos | 4    | 6 | 0 | 4 | 2 | 1  | 4  | -3 |

| Prima giornata   |     |               |
| Sampdoria        | 2–0 | Stella Rossa  |
| Anderlecht       | 0–0 | Panathīnaïkos |
| Seconda giornata |     |               |
| Panathīnaïkos    | 0–0 | Sampdoria     |
| Stella Rossa     | 3–2 | Anderlecht    |
| Terza giornata   |     |               |
| Panathīnaïkos    | 0–2 | Stella Rossa  |
| Anderlecht       | 3–2 | Sampdoria     |
| Quarta giornata  |     |               |
| Stella Rossa     | 1–0 | Panathīnaïkos |
| Sampdoria        | 2–0 | Anderlecht    |
| Quinta giornata  |     |               |
| Panathīnaïkos    | 0–0 | Anderlecht    |
| Stella Rossa     | 1–3 | Sampdoria     |
| Sesta giornata   |     |               |
| Anderlecht       | 3–2 | Stella Rossa  |
| Sampdoria        | 1–1 | Panathīnaïkos |

### Gruppo B
| Squadra      | P.ti | G | V | N | P | GF | GS | DR |
| ------------ | ---- | - | - | - | - | -- | -- | -- |
| Barcellona   | 9    | 6 | 4 | 1 | 1 | 10 | 4  | +6 |
| Sparta Praga | 6    | 6 | 2 | 2 | 2 | 7  | 7  | 0  |
| Benfica      | 5    | 6 | 1 | 3 | 2 | 8  | 5  | +3 |
| Dinamo Kiev  | 4    | 6 | 2 | 0 | 4 | 3  | 12 | -9 |

| Prima giornata   |     |              |
| Barcellona       | 3–2 | Sparta Praga |
| Dinamo Kiev      | 1–0 | Benfica      |
| Seconda giornata |     |              |
| Sparta Praga     | 2–1 | Dinamo Kiev  |
| Benfica          | 0–0 | Barcellona   |
| Terza giornata   |     |              |
| Dinamo Kiev      | 0–2 | Barcellona   |
| Benfica          | 1–1 | Sparta Praga |
| Quarta giornata  |     |              |
| Barcellona       | 3–0 | Dinamo Kiev  |
| Sparta Praga     | 1–1 | Benfica      |
| Quinta giornata  |     |              |
| Sparta Praga     | 1–0 | Barcellona   |
| Benfica          | 5–0 | Dinamo Kiev  |
| Sesta giornata   |     |              |
| Dinamo Kiev      | 1–0 | Sparta Praga |
| Barcellona       | 2–1 | Benfica      |

## Finale
| Arbitro: | Schmidhuber |

|  |           |             |
|  | Marcatori | 112’ Koeman |

| Sampdoria | Barcellona |

| P              | 1  | Gianluca Pagliuca       |
| D              | 2  | Moreno Mannini          |
| D              | 3  | Srečko Katanec          |
| C              | 4  | Fausto Pari             |
| D              | 5  | Pietro Vierchowod       |
| D              | 6  | Marco Lanna             |
| C              | 7  | Attilio Lombardo        |
| C              | 8  | Toninho Cerezo          |
| A              | 9  | Gianluca Vialli 100'    |
| A              | 10 | Roberto Mancini (C)     |
| C              | 11 | Ivano Bonetti 72'       |
| Sostituzioni:  |    |                         |
| C              | 14 | Giovanni Invernizzi 72' |
| A              | 16 | Renato Buso 100'        |
| Allenatore:    |    |                         |
| Vujadin Boškov |    |                         |

| P             | 1  | Andoni Zubizarreta (C)    |  |
| D             | 2  | Nando                     |  |
| D             | 3  | Albert Ferrer             |  |
| D             | 4  | Ronald Koeman             |  |
| C             | 5  | Juan Carlos               |  |
| C             | 6  | José Mari Bakero          |  |
| A             | 7  | Julio Salinas 64'         |  |
| A             | 8  | Hristo Stoičkov           |  |
| C             | 9  | Michael Laudrup           |  |
| C             | 10 | Josep Guardiola 113'      |  |
| C             | 11 | Eusebio Sacristán         |  |
| Sostituzioni: |    |                           |  |
| C             | 16 | Jon Andoni Goikoetxea 64' |  |
| D             | 12 | José Ramón Alexanko 113'  |  |
| Allenatore:   |    |                           |  |
| Johan Cruijff |    |                           |  |

## Classifica marcatori
| Gol |  |  | Giocatore          | Squadra             |
| --- |  |  | ------------------ | ------------------- |
| 7   |  |  | Sergej Juran       | Benfica             |
| 7   |  |  | Jean-Pierre Papin  | Olympique Marsiglia |
| 6   |  |  | Gianluca Vialli    | Sampdoria           |
| 6   |  |  | Darko Pančev       | Stella Rossa        |
| 6   |  |  | Luc Nilis          | Anderlecht          |
| 5   |  |  | Roberto Mancini    | Sampdoria           |
| 5   |  |  | César Brito        | Benfica             |
| 5   |  |  | Isaías             | Benfica             |
| 4   |  |  | Siniša Mihajlović  | Stella Rossa        |
| 4   |  |  | Alan Smith         | Arsenal             |
| 4   |  |  | Hristo Stoičkov    | Barcellona          |
| 4   |  |  | Attilio Lombardo   | Sampdoria           |
| 4   |  |  | Marc Degryse       | Anderlecht          |
| 3   |  |  | José Mari Bakero   | Barcellona          |
| 3   |  |  | Michael Laudrup    | Barcellona          |
| 3   |  |  | István Pisont      | Honvéd              |
| 3   |  |  | Milorad Ratković   | Stella Rossa        |
| 3   |  |  | Oleg Salenko       | Dinamo Kiev         |
| 3   |  |  | Dīmītrīs Saravakos | Panathīnaïkos       |
| 3   |  |  | Petr Vrabec        | Sparta Praga        |